# Ropalopus siculus
Ropalopus siculus là một loài bọ cánh cứng trong họ Cerambycidae.